# Olympische Sommerspiele 2000/Leichtathletik – 4 × 400 m (Frauen)

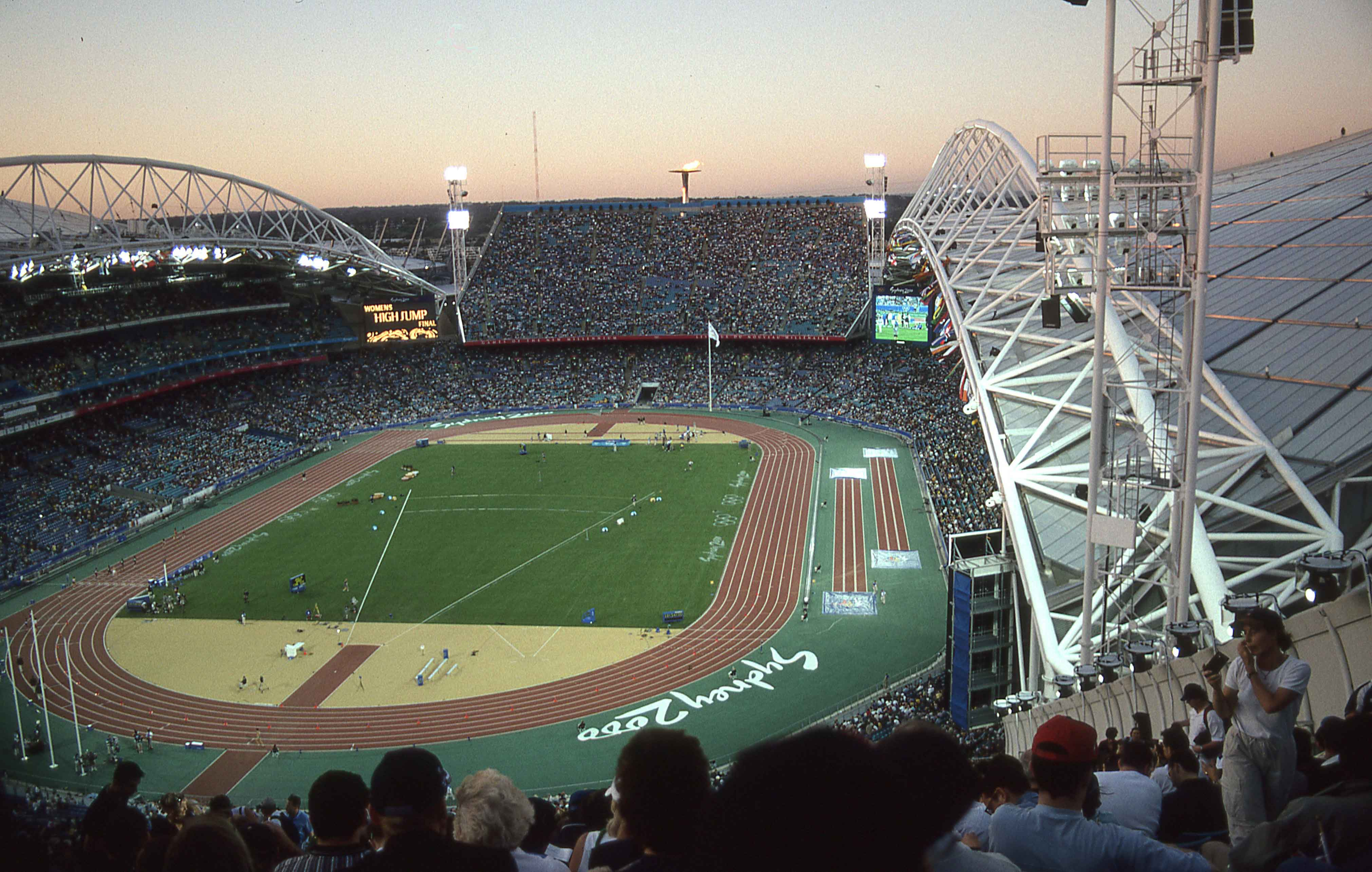
Das frühere ANZ Stadium von Sydney während der Olympischen Spiele 2000

Die 4-mal-400-Meter-Staffel der Frauen bei den Olympischen Spielen 2000 in Sydney wurde am 29. und 30. September 2000 im Stadium Australia ausgetragen. In 21 Staffeln nahmen 84 Athletinnen teil.
Olympiasiegerinnen wurden die Läuferinnen der USA. Die Staffel errang Gold mit Jearl Miles Clark, Monique Hennagan, Marion Jones (Finale) und LaTasha Colander sowie der im Vorlauf außerdem eingesetzten Andrea Anderson. Später gab es ein Hin und Her bezüglich der Entscheidung über die Vergabe der Goldmedaille. Diese wurde der US-Staffel aufgrund der Teilnahme der gedopten Marion Jones zunächst aberkannt, nach einer Klage der davon betroffenen Athletinnen dem Team jedoch wieder zuerkannt. – siehe dazu Abschnitt "Doping" unten.
Silber gewann Jamaika (Sandie Richards, Catherine Scott, Deon Hemmings (Finale) und Lorraine Graham (Finale) sowie die im Vorlauf außerdem eingesetzten Charmaine Howell und Michelle Burgher).
Bronze ging an Russland in der Besetzung Julija Sotnikowa, Swetlana Gontscharenko, Olga Kotljarowa (Finale) und Irina Priwalowa (Finale) sowie den im Vorlauf außerdem eingesetzten Olesja Sykina und Natalja Nasarowa.
Auch die in den Vorläufen für die Medaillengewinnerinnen eingesetzten Läuferinnen erhielten entsprechendes Edelmetall.
Die deutsche Staffel schied in der Vorrunde aus.

Staffeln aus der Schweiz, Österreich und Liechtenstein nahmen nicht teil.

## Aktuelle Titelträgerinnen
| Olympiasiegerinnen 1996                      | USA         | 3:20,91 min | Atlanta 1996    |
| Weltmeisterinnen 1999                        | Russland    | 3:21,98 min | Sevilla 1999    |
| Europameisterinnen 1998                      | Deutschland | 3:23,03 min | Budapest 1998   |
| Panamerikanischer Meisterinnen 1999          | Kuba        | 3:26,70 min | Winnipeg 1999   |
| Zentralamerika und Karibik-Meisterinnen 1999 | Jamaika     | 3:30,00 min | Bridgetown 1999 |
| Südamerika-Meisterinnen 1999                 | Kolumbien   | 3:32:74 min | Bogotá 1999     |
| Asienmeisterinnen 2000                       | Indien      | 3:31,54 min | Jakarta 2000    |
| Afrikameisterinnen 2000                      | Kamerun     | 3:32,98 min | Algier 2000     |
| Ozeanienmeisterinnen 2000                    | Neuseeland  | 3:54,19 min | Adelaide 2000   |

## Rekorde

### Bestehende Rekorde
| Weltrekord         | 3:15,17 min | Sowjetunion (Tazzjana Ljadouskaja, Olga Nasarowa, Marija Pinigina, Olha Bryshina) | Finale OS Seoul, Südkorea | 1. Oktober 1988 |
| Olympischer Rekord | 3:15,17 min | Sowjetunion (Tazzjana Ljadouskaja, Olga Nasarowa, Marija Pinigina, Olha Bryshina) | Finale OS Seoul, Südkorea | 1. Oktober 1988 |

Der bestehende olympische Rekord wurde bei diesen Spielen nicht erreicht. Die schnellste Zeit erzielte die Staffel der Olympiasiegerinnen aus den Vereinigten Staaten mit 3:22,62 min im Finale am 30. September. Den Olympiarekord, gleichzeitig Weltrekord, verfehlten die Läuferinnen damit 7,45 Sekunden.

### Rekordverbesserungen
Ein Kontinentalrekord wurde zweimal verbessert, außerdem wurden fünf neue Landesrekorde aufgestellt.
- Kontinentalrekorde:
  - 3:24,05 min (Ozeanienrekord) – Australien (Tamsyn Lewis, Susan Andrews, Jana Pittman, Nova Peris), dritter Vorlauf am 29. September
  - 3:23,81 min (Ozeanienrekord) – Australien (Nova Peris, Tamsyn Lewis, Melinda Gainsford-Taylor, Cathy Freeman), Finale am 30. September
- Landesrekorde:
  - 3:26,31 min – Belarus (Natallja Salahub, Jelena Budnik, Iryna Chljustawa, Hanna Kosak), erster Vorlauf am 29. September
  - 3:33,30 min – Puerto Rico (Militza Castro, Sandra Moya, Beatriz Cruz, Maritza Salas), zweiter Vorlauf am 29. September
  - 3:28,02 min – Senegal (Aïda Diop, Mame Tacko Diouf, Aminata Diouf, Amy Mbacké Thiam), dritter Vorlauf am 29. September
  - 3:32,24 min – Irland (Karen Shinkins, Martina McCarthy, Emily Maher, Ciara Sheehy), dritter Vorlauf am 29. September
  - 3:35,00 min – Slowenien (Meta Macus, Brigita Langerholc, Jolanda Batagelj, Saša Prokofijev), dritter Vorlauf am 29. September

## Doping
2007 gestand die schon längere Zeit unter Dopingverdacht stehende US-Amerikanerin Marion Jones die Einnahme von Tetrahydrogestrinon (THG). Kurze Zeit später räumte sie ein, während der Spiele von Sydney gedopt gewesen zu sein. Im Oktober 2007 gab sie ihre hier gewonnenen Medaillen – Gold über 100-, 200 Meter und mit der 4-mal-400-Meter-Staffel sowie Bronze mit der 4-mal-100-Meter-Staffel und im Weitsprung – zurück. Am 23. November 2007 wurde sie durch den Weltleichtathletikverband IAAF für zwei Jahre gesperrt. Gleichzeitig wurden ihre Ergebnisse rückwirkend zum 1. September 2000 annulliert.
Die Disqualifikation der beiden US-Staffeln durch das IOC wurde nach einer Klage von sieben der acht betroffenen Athletinnen, der der Internationale Sportgerichtshof CAS im Juli 2010 stattgab, zurückgenommen. So blieb alleine Marion Jones von der Aberkennung der beiden Staffelmedaillen betroffen.

## Vorrunde
Insgesamt wurden drei Vorläufe absolviert. Für das Finale qualifizierten sich pro Lauf die ersten zwei Staffeln. Darüber hinaus kamen die zwei Zeitschnellsten, die sogenannten Lucky Loser, weiter. Die direkt qualifizierten Mannschaften sind hellblau, die Lucky Loser hellgrün unterlegt.
Anmerkung: Alle Zeitangaben sind auf Ortszeit Sydney (UTC+10) bezogen.

### Vorlauf 1
29. September 2000, 18:40 Uhr
| Platz | Staffel        | Besetzung                                                                     | Zeit (min) | Anmerkung |
| ----- | -------------- | ----------------------------------------------------------------------------- | ---------- | --------- |
| 1     | USA            | Jearl Miles Clark Monique Hennagan Andrea Anderson (Vorlauf) LaTasha Colander | 3:23,95    |           |
| 2     | Kuba           | Zulia Calatayud Julia Duporty Idalmis Bonne Daimí Pernía                      | 3:25,22    |           |
| 3     | Belarus        | Natallja Salahub Jelena Budnik Iryna Chljustawa Hanna Kosak                   | 3:26,31    | NR        |
| 4     | Deutschland    | Shanta Ghosh Ulrike Urbansky Birgit Rockmeier Florence Ekpo-Umoh              | 3:27,02    |           |
| 5     | Kanada         | Karlene Haughton LaDonna Antoine-Watkins Foy Williams Samantha George         | 3:27,36    |           |
| 6     | Spanien        | Julia Alba Norfalia Carabalí Miriam Bravo Mayte Martínez                      | 3:32,45    |           |
| 7     | BR Jugoslawien | Mila Savić Jelena Stanisavljević Vukosava Đapić Tatjana Lojanica              | 3:37,99    |           |
| DNS   | Kamerun        |                                                                               |            |           |

### Vorlauf 2
29. September 2000, 18:49 Uhr
| Platz | Staffel        | Besetzung                                                                                  | Zeit (min) | Anmerkung |
| ----- | -------------- | ------------------------------------------------------------------------------------------ | ---------- | --------- |
| 1     | Großbritannien | Helen Frost (Vorlauf) Donna Fraser Allison Curbishley Katharine Merry                      | 3:25,28    |           |
| 2     | Jamaika        | Charmaine Howell (Vorlauf) Catherine Scott Michelle Burgher (Vorlauf) Sandie Richards      | 3:25,65    |           |
| 3     | Russland       | Julija Sotnikowa Olesja Sykina (Vorlauf) Swetlana Gontscharenko Natalja Nasarowa (Vorlauf) | 3:26,05    |           |
| 4     | Italien        | Daniela Graglia Francesca Carbone Fabiola Piroddi Virna De Angeli                          | 3:27,23    |           |
| 5     | Indien         | Paramjeet Kaur JIncy Philip Rosa Kutty Kalayathumkuzhi Beenamol                            | 3:31,46    |           |
| 6     | Puerto Rico    | Militza Castro Sandra Moya Beatriz Cruz Maritza Salas                                      | 3:33,30    | NR        |
| DNS   | Kolumbien      |                                                                                            |            |           |

### Vorlauf 3
29. September 2000, 18:58 Uhr
| Platz | Staffel    | Besetzung                                                              | Zeit (min) | Anmerkung |
| ----- | ---------- | ---------------------------------------------------------------------- | ---------- | --------- |
| 1     | Nigeria    | Doris Jacob (Vorlauf) Olabisi Afolabi Rosemary Okafor Charity Opara    | 3:22,99    |           |
| 2     | Australien | Tamsyn Lewis Susan Andrews (Vorlauf) Jana Pittman (Vorlauf) Nova Peris | 3:24,05    | OZ        |
| 3     | Tschechien | Jitka Burianová Hana Benešová Lenka Ficková Helena Fuchsová            | 3:24,40    |           |
| 4     | Senegal    | Aïda Diop Mame Tacko Diouf Aminata Diouf Amy Mbacké Thiam              | 3:28,02    | NR        |
| 5     | Barbados   | Melissa Straker Andrea Blackett Sherline Williams Tanya Oxley          | 3:30,83    |           |
| 6     | Irland     | Karen Shinkins Martina McCarthy Emily Maher Ciara Sheehy               | 3:32,24    | NR        |
| 7     | Slowenien  | Meta Macus Brigita Langerholc Jolanda Batagelj Saša Prokofijev         | 3:35,00    | NR        |
| 8     | Usbekistan | Natallja Kobina Jelena Piskunowa Zamira Amirova Natallja Senkina       | 3:43,96    |           |

## Finale
30. September 2000, 21:35 Uhr
| Platz | Staffel        | Besetzung | Zeit (min) | Anmerkung |
| ----- | -------------- | --- | ---------- | --------- |
| 1     | USA            | Jearl Miles Clark Monique Hennagan (Marion Jones) (Finale) LaTasha Colander in den Vorläufen außerdem: Andrea Anderson                              | 3:22,62    |           |
| 2     | Jamaika        | Sandie Richards Catherine Scott Deon Hemmings (Finale) Lorraine Graham (Finale) in den Vorläufen außerdem: Charmaine Howell Michelle Burgher        | 3:23,25    |           |
| 3     | Russland       | Julija Sotnikowa Swetlana Gontscharenko Olga Kotljarowa (Finale) Irina Priwalowa (Finale) in den Vorläufen außerdem: Olesja Sykina Natalja Nasarowa | 3:23,46    |           |
| 4     | Nigeria        | Olabisi Afolabi Charity Opara Rosemary Okafor Falilat Ogunkoya (Finale) in den Vorläufen außerdem: Doris Jacob                                      | 3:23,80    |           |
| 5     | Australien     | Nova Peris Tamsyn Lewis Melinda Gainsford-Taylor (Finale) Cathy Freeman (Finale) in den Vorläufen außerdem: Susan Andrews Jana Pittman              | 3:23,81    | OZ        |
| 6     | Großbritannien | Tasha Danvers (Finale) Donna Fraser Allison Curbishley Katharine Merry in den Vorläufen außerdem: Helen Frost                                       | 3:25,67    |           |
| 7     | Tschechien     | Jitka Burianová Hana Benešová Lenka Ficková Helena Fuchsová                                                                                         | 3:29,17    |           |
| 8     | Kuba           | Zulia Calatayud Julia Duporty Idalmis Bonne Daimí Pernía                                                                                            | 3:29,47    |           |

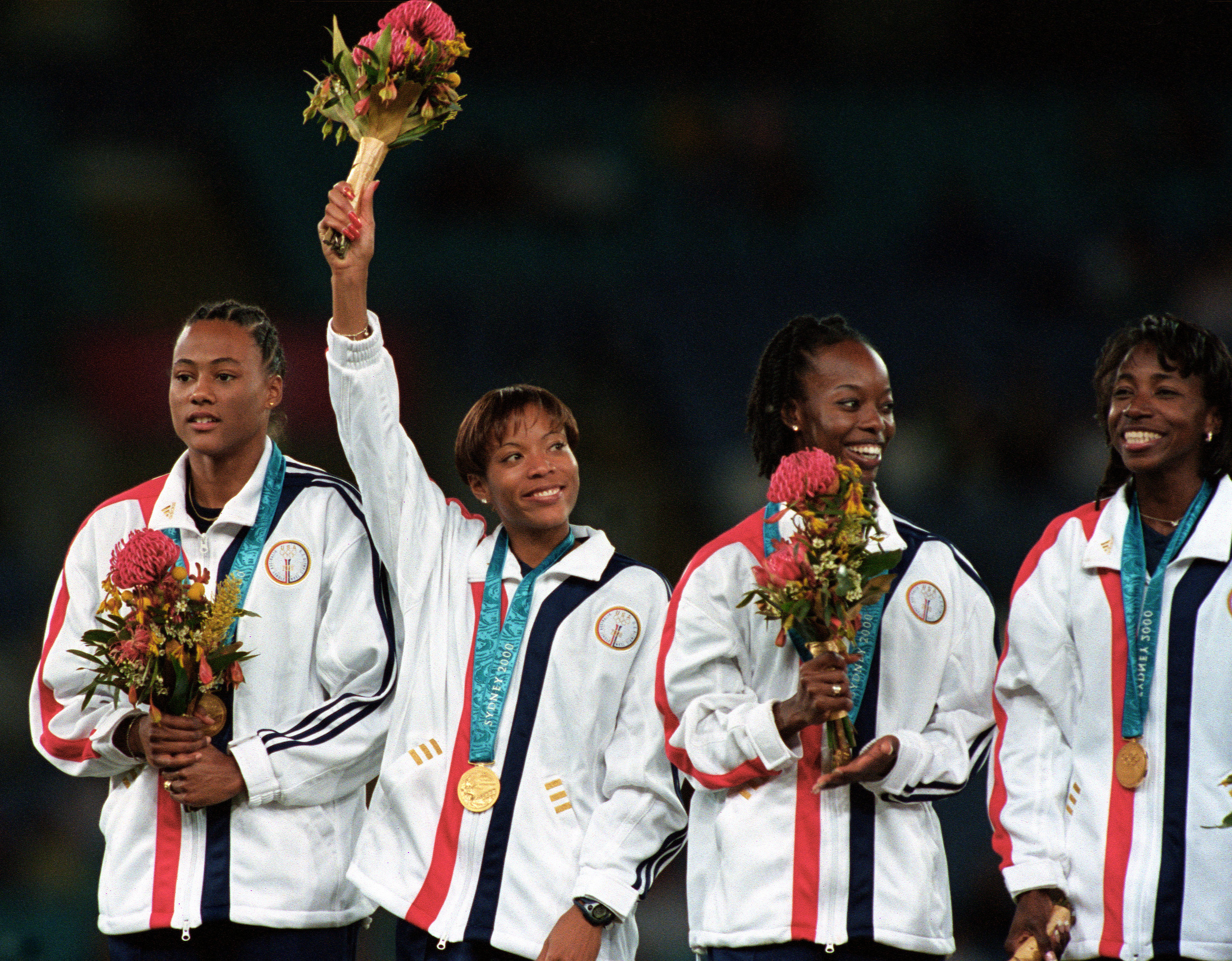
Siegerehrung (v. l. n. r.):
Marion Jones (gedopte dritte Läuferin), Monique Hennagan (zweite Läuferin), Jearl Miles Clark (Startläuferin), LaTasha Colander (Schlussläuferin)

Die favorisierten Staffeln waren vor allem das Team der USA, das durch die zum Zeitpunkt der Spiele in Sydney noch unbelastete Marion Jones verstärkt wurde, und die Mannschaft der amtierenden Weltmeisterinnen aus Russland. Auch die Jamaikanerinnen mit den beiden Silbermedaillengewinnerinnen Lorraine Graham – 400 m – und Deon Hemmings – 400 m Hürden – wurden hoch eingeschätzt.
Im Finale gab es bei sechs Staffeln Besetzungsänderungen.
- USA – Marion Jones lief für Andrea Anderson.
- Jamaika – Charmaine Howell wurde durch Deon Hemmings und Michelle Burgher durch Lorraine Graham ersetzt.
- Russland – Olga Kotljarowa lief anstelle von Olesja Sykina und Irina Priwalowa anstelle von Natalja Nasarowa.
- Nigeria – Doris Jacob wurde von Falilat Ogunkoya ersetzt.
- Australien – Melinda Gainsford-Taylor kam für Susan Andrews und Cathy Freeman für Jana Pittman zum Einsatz.
- Großbritannien – Tasha Danvers ersetzte Helen Frost.

Die US-Staffel ging auf der ersten Runde in Führung, wurde jedoch sogleich von Jamaika bedrängt. Erst nach dem zweiten Wechsel konnte sich das Team der Vereinigten Staaten von Jamaika absetzen. Das Rennen wurde schließlich von den USA mit 63 Hundertstelsekunden Vorsprung vor Jamaika gewonnen. Die russische Staffel gewann die Bronzemedaille, nur 21 Hundertstelsekunden hinter Jamaika. Die Teams aus Nigeria, Australien und Großbritannien belegten in dieser Reihenfolge die Ränge vier bis sechs.
Für die Staffel Jamaikas war es die erste Medaille in der 4-mal-400-Meter-Staffel der Frauen.
Wie oben im Abschnitt "Doping" beschrieben gab es ein Hin und Her bezüglich der Entscheidung über die Vergabe der Goldmedaille. Diese wurde der US-Staffel aufgrund der Teilnahme der gedopten Marion Jones zunächst aberkannt, nach einer Klage der davon betroffenen Athletinnen dem Team jedoch wieder zuerkannt.

## Video
- Women's 4x400 Finals - 2000 Sydney Olympics Track & Field, youtube.com, abgerufen am 8. Februar 2022